# Turismo en Bolivia

Logotipo representativo de la marca país de Bolivia

El turismo en Bolivia representa una de las principales actividades económicas del país, contribuyendo con el 2,33% al producto interno bruto (PIB) al año 2022, generando más de 400 mil empleos directos e indirectos. Bolivia es el séptimo país más visitado de Sudamérica y el decimoctavo en Latinoamérica y el Caribe en número de visitantes extranjeros. De acuerdo al Ministerio de Desarrollo Productivo y Economía Plural, Bolivia recibió un total de 997.594 visitantes internacionales en 2023.
Bolivia cuenta con variados atractivos turísticos, debido a su diversa cultura, regiones geográficas, rica historia y gastronomía. La diversidad de sus tres regiones ha dado lugar a cientos de miles de especies de flora y fauna.
De acuerdo a Premios Mundiales del Viaje, Bolivia fue elegida como el «Mejor Destino Cultural del Mundo en 2017», y en 2019 fue elegida como «Mejor Destino Verde» de América Latina.

## Contexto histórico
El turismo en Bolivia fue formalizado como ente oficial en 1930 durante la presidencia de David Toro. A partir de ese momento, el gobierno boliviano comenzó a normar el turismo dentro del país, a velar por el cuidado de los atractivos turísticos y otorgar asistencia a turistas extranjeros llegando a Bolivia.
El turismo organizado en Bolivia empezó en los años 1940. Uno de los precursores de esta actividad es Darius Morgan, un emprendedor rumano que llegó a Bolivia trabajando para la empresa sueca Ericsson. Al recorrer la región del Altiplano y especialmente el lago Titicaca, Morgan había quedado fascinado con la belleza paisajística de la región, la cual no era frecuentemente visitada, con la excepción de la población local. A partir de ese momento, Morgan estableció la primera agencia de viajes en las instalaciones del Hotel La Paz, y empezó a organizar viajes con paquetes incluidos al lago Titicaca. Ante la inexistencia de establecimientos de hospedaje en la región del lago, los turistas se hospedaban en campamentos con carpas montadas y alimentación preparada en antemano. Sin embargo, Morgan logró difundir la belleza natural de la región, impactando la llegada de más turistas extranjeros quienes deseaban visitar el lago navegable más alto del mundo.
En 1958, Morgan y su agencia de viajes fueron pioneros en ofrecer viajes turísticos a las ruinas de la civilización del Tiahuanaco, uno de los legados culturales más importantes de Bolivia. En 1986, Darius Morgan fue condecorado a la Orden del Cóndor de los Andes, la distinción más alta en Bolivia, por su contribución al desarrollo del turismo en el país.
Hasta la década de 1990, el turismo en Bolivia estuvo dominado por empresas que ofrecían experiencias tradicionales y de turismo masivo, centradas principalmente en la ciudad de La Paz y la región del lago Titicaca, generalmente como una extensión de viajes desde Perú. En consecuencia, las políticas nacionales se orientaban a las necesidades de estas operaciones convencionales.
A principios de la década de 1990, el ecoturismo comunitario comenzó a desarrollarse en Bolivia, dando paso a nuevas iniciativas y empresas, entre ellas Chalalán, un albergue ecológico ubicado en el Parque nacional Madidi. Así, Chalalán es la empresa de turismo comunitario más antigua de Bolivia. El impacto de Chalalán, conocido como el "Efecto Chalalán", diversificó el mercado turístico y permitió que líderes comunitarios influyeran en la formulación de políticas nacionales relacionadas con el ecoturismo sostenible. Como resultado, la industria turística boliviana aumentó su compromiso con los beneficios del ecoturismo, promoviendo la participación comunitaria, la gestión sostenible de los recursos, la conservación de la biodiversidad, la administración de parques, la propiedad comunitaria de iniciativas turísticas y la generación de ingresos para las comunidades locales.

## Geografía y clima
Bolivia está ubicada en el centro de América del Sur, en lo que podría considerarse su franja occidental y es uno de los dos países sin salida al mar del continente. La región occidental del país está dominada por la cordillera de los Andes, precisamente la Cordillera Real que recorre el país de desde el oeste hacia el este, y luego de norte a sur, y el Altiplano, una meseta elevada donde se encuentra el lago Titicaca. Esta región incluye pendientes pronunciadas y muchos picos nevados. Al este de la cordillera se encuentran llanuras bajas y bosques tropicales de la cuenca del Amazonas. Estas características geográficas han influido la cultura de Bolivia y contribuyen con sitios naturales únicos en el país.
Debido a su geografía diversa, Bolivia presenta vatios climas y regiones, los tres predominantes son la región andina (28% del territorio), la región de los valles en el centro del país (13%) y la región amazónica o de llanos orientales (59%). El clima varía drásticamente de una ecorregión a otra, desde los trópicos en los llanos orientales hasta los climas polares en los Andes occidentales. Esto ha contribuido al desarrollo de ecoturismo en Bolivia en los últimos años. Asimismo, Bolivia es un destino turístico popular para actividades al aire libre y deportes extremos, como el montañismo, el ciclismo de montaña y natación en aguas abiertas.Los veranos son cálidos, húmedos en el este y secos en el oeste, con lluvias que a menudo modifican las temperaturas. Los inviernos son muy fríos en el oeste, y nieva alrededor de las cordilleras, mientras que en las regiones occidentales, los días ventosos son más habituales. El otoño es seco en las regiones no tropicales.

## Patrimonios mundiales
Rojo = sitios culturales 
Verde = sitios naturales
En la actualidad, Bolivia cuenta con siete lugares declarados Patrimonios de la Humanidad por la UNESCO, los cuales constituyen atractivos turísticos importantes debido a su legado histórico y cultural. Además, Bolivia fue el primer país en reclamar que la Convención de la UNESCO de 1972 no contemplaba manifestaciones como el folklore. Desde diferentes disciplinas se abogó porque las manifestaciones de todas las culturas vivas también sean consideradas patrimonio, dando lugar a profundos debates y cuyo resultado fue la aprobación de la "Convención de protección del patrimonio cultural inmaterial de la Humanidad" en 2003.
- La ciudad de Potosí (1987): La Villa Imperial de Potosí es el primer reconocimiento oficial de la UNESCO en Bolivia, debido a su aporte a la historia universal y su atractivo arquitectónico y artístico, siendo considerada como la cuna del barroco andino en Bolivia. Durante el siglo XVI, Potosí era considerada el mayor complejo industrial del mundo y su población creció a más de 200 000 habitantes. La ciudad se extiende a las faldas de la legendaria montaña llamada Cerro Rico en la cual se situó la mina de plata más grande del mundo.[21][22] Descubierta por los conquistadores españoles en 1545, la mina de Potosí en el Cerro Rico llegó a contribuir con el 60% de toda la plata mundial durante 265 años, convirtiéndose en la fuente principal de la gran riqueza del Imperio español.[23][24] El emperador del Sacro Imperio Romano Germánico y rey de España, Carlos V, llamó a Potosí "el Tesoro del Mundo". El sitio actual comprende el icónico Cerro Rico, el cual continúa siendo una mina importante, así como el barrio colonial de la ciudad con la Casa de la Moneda, la iglesia de San Lorenzo, varias mansiones nobles y barrios de los mineros que trabajaban en las minas.
- El Fuerte de Samaipata (1998): Ubicada en el departamento de Santa Cruz, es un sitio arqueológico preincaico de origen chané, ubicado a pocos kilómetros de la población de Samaipata. El fuerte consta de dos partes, el cerro con sus numerosos grabados, que se cree fue el centro ceremonial y el área al sur del cerro, que formó el centro administrativo y residencial de la civilización chané. La gran roca es considerada la piedra tallada más grande del mundo.[25] El sitio es considerado único, ya que presentó cuatro culturas diferentes: chané como origen del sitio arqueológico, inca, chiriguano (guaraní) y español, fue implementado con algunas construcciones y también con explotaciones por los incas y españoles. Inicialmente fungió como un observatorio astronómico y cósmico chané, también tenía una función religiosa y ceremonial en su deidad hacia la luna.[26]
- Ciudad histórica de Sucre (1991): Fundada por los españoles en la primera mitad del siglo XVI, Sucre es la capital constitucional de Bolivia. La ciudad cuenta con numerosas iglesias y edificios muy bien conservados que muestran una mezcla arquitectónica lograda en América Latina a través de la asimilación de tradiciones locales y estilos importados de Europa.[25] Fundada por los españoles en 1538 como Villa de la Plata de la Nueva Toledo, la ciudad fue el centro cultural, judicial y religioso de la región de la Real Audiencia de Charcas por varios años. La ciudad fue rebautizada en honor al fallecido líder de la lucha por la Independencia, Antonio José de Sucre en 1839, cuando fue declarada primera capital de Bolivia. La Universidad Mayor, Real y Pontificia de San Francisco Xavier de Chuquisaca, ubicada en Sucre, es la universidad más antigua de Bolivia y la segunda que continúa en vigencia de América Latina.[27]

- Las misiones jesuíticas de Chiquitos (1990): Entre 1691 y 1760, la Compañía de Jesús fundó una serie de pueblos de indios con el fin de cristianizar a la población indígena. Inspiradas en gran medida en las "ciudades ideales" imaginadas por los filósofos humanistas del siglo XVI en el territorio de Chiquitos, en el este de Bolivia, los jesuitas y sus cargos indígenas combinaron la arquitectura europea con las tradiciones locales. Las seis misiones históricas que permanecen intactas son San Xavier, San Rafael de Velasco, San José de Chiquitos, Concepción, San Miguel de Velasco y Santa Ana de Velasco. Éstas conforman hoy un patrimonio vivo pero vulnerable en el territorio de la Chiquitanía y son las únicas misiones activas de todas las de Sudamérica.[25][28]

- Las ruinas de la ciudad de Tiahuanaco (2000): Situada cerca de la orilla sur del lago Titicaca en el altiplano boliviano, es considerada una de las cunas de la civilización humana, y una de las más antiguas de toda América, que existió durante 27 siglos.[25] La ciudad fue el centro espiritual y político de la cultura Tiwanaku que comenzó como un pequeño asentamiento que luego se transformó en una ciudad planificada entre el 400 d. C. y 900 d. C. Los principales edificios en Tiahuanaco incluyen la pirámide de Akapana, una enorme pirámide escalonada de adobe y el Templo de Kalasasaya, un sitio sagrado cuya estructura está basada en columnas de arenisca y sillares cortados, dispuestos entre estos, sobresalen gárgolas o goteros de desagüe para las aguas pluviales.[29] En las ruinas de Tiahanuaco también se hallan la Puerta del Sol y la Puerta de la Luna, monolitos tallados en forma de arco que incluyen numerosas iconografías y misteriosas inscripciones que poseen significados astronómicos.

- El parque nacional Noel Kempff Mercado (2000): Con 1 523 000 hectáreas, es una de las reservas naturales más grandes e intactas en la Amazonia.[25] El parque posee diversos hábitats que incluyen bosques montañosos y sabanas. La flora del parque es rica en diversidad de formaciones de vegetaciones interesantes por los endemismos, las adaptaciones y la unicidad de algunas comunidades. Se registraron unas 2 700 especies de plantas superiores, no obstante se estima que podrían existir cerca de 4 000 especies de plantas superiores. Además, el parque contiene aproximadamente 1 142 especies de vertebrados, representando el 21% de las especies en América del Sur.[30]
- La red vial del Tahuantinsuyo (2014): Conocido popularmente como el Camino del Inca, es el sistema de caminos implementado por la civilización incaica en los Andes centrales. En su máxima extensión, articuló regiones y centros urbanos de los actuales Ecuador, Perú, Bolivia, Chile y Argentina a una red que superaba los 30 000 kilómetros de longitud.[31] Sus vías principales, que sumadas superaban los 5 200 km de longitud, son también conocidas, en singular, como el «camino real».[32][33]

Patrimonios de la Humanidad en Bolivia
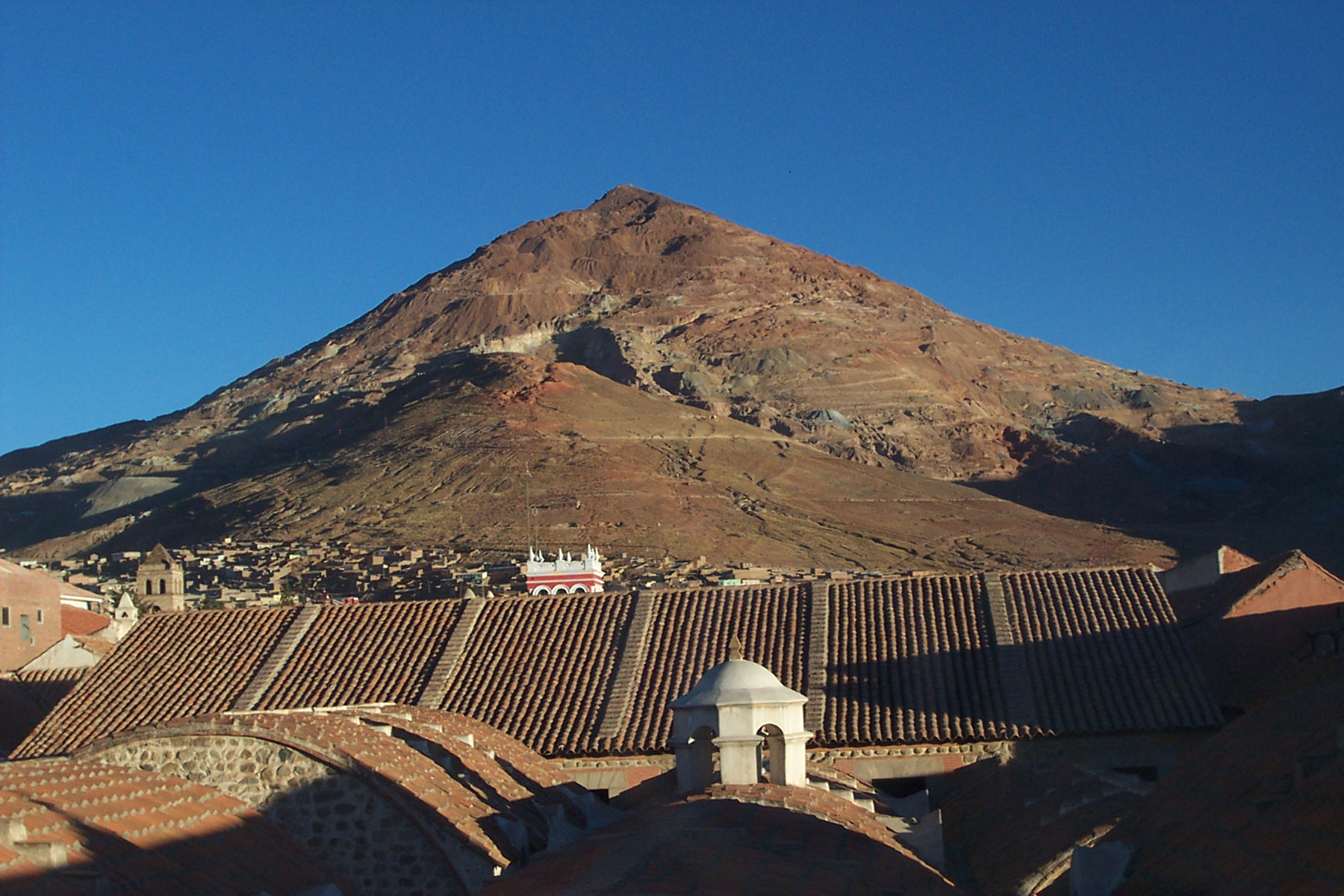
Potosí y el Cerro Rico al fondo
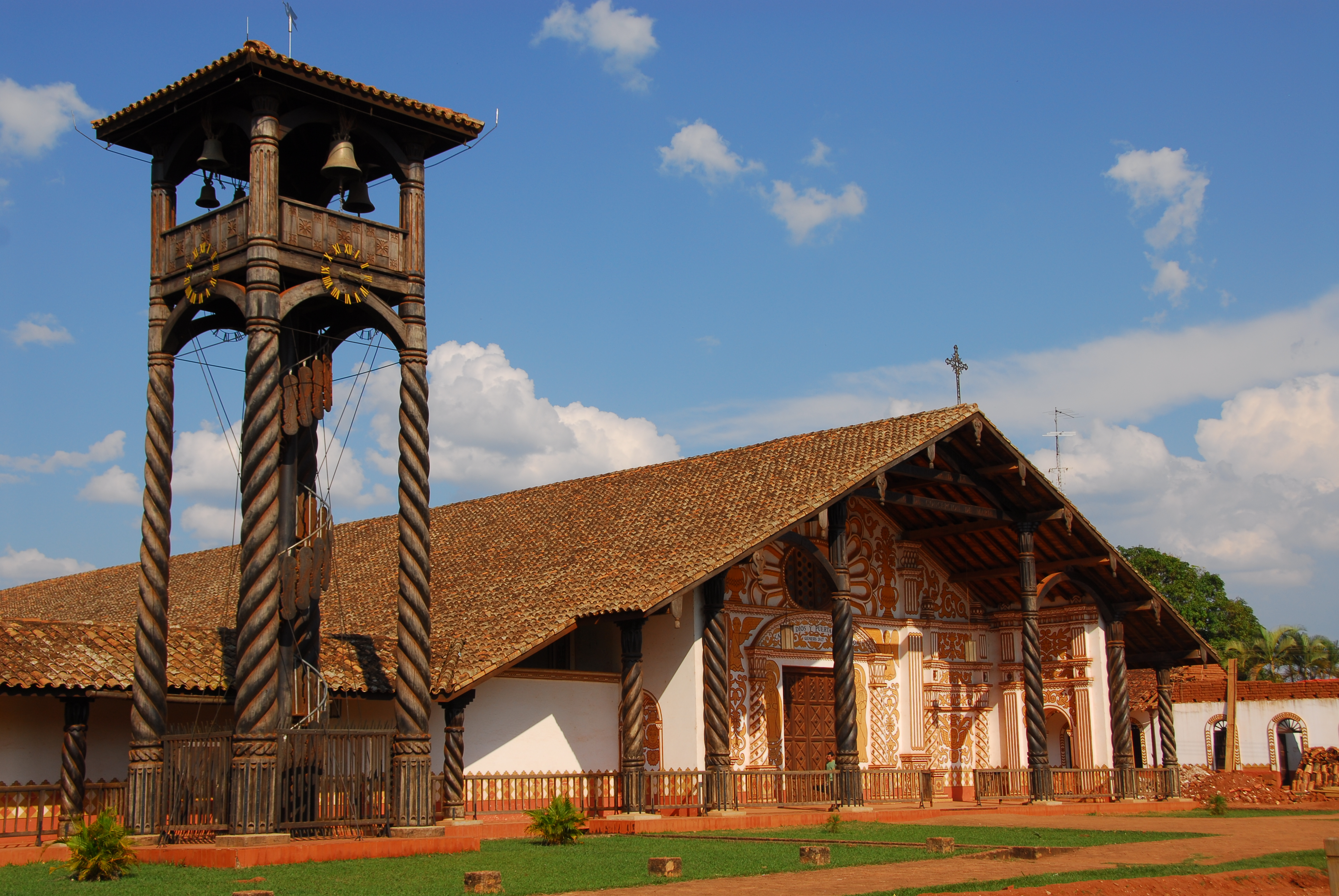
Iglesia de las misiones jesuíticas en Concepción, Santa Cruz
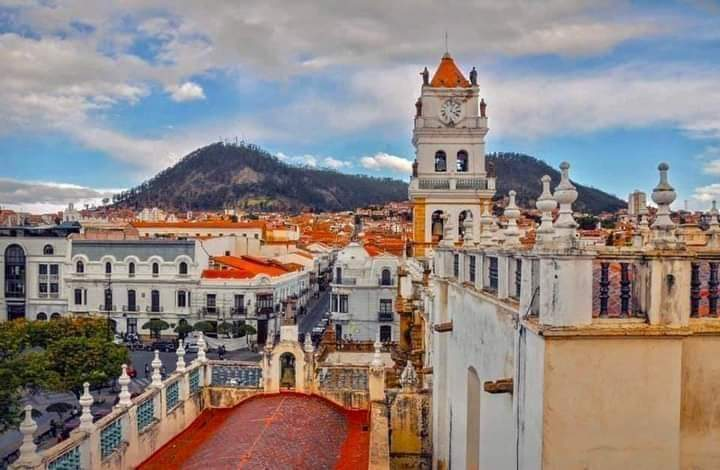
Sucre, capital constitucional de Bolivia
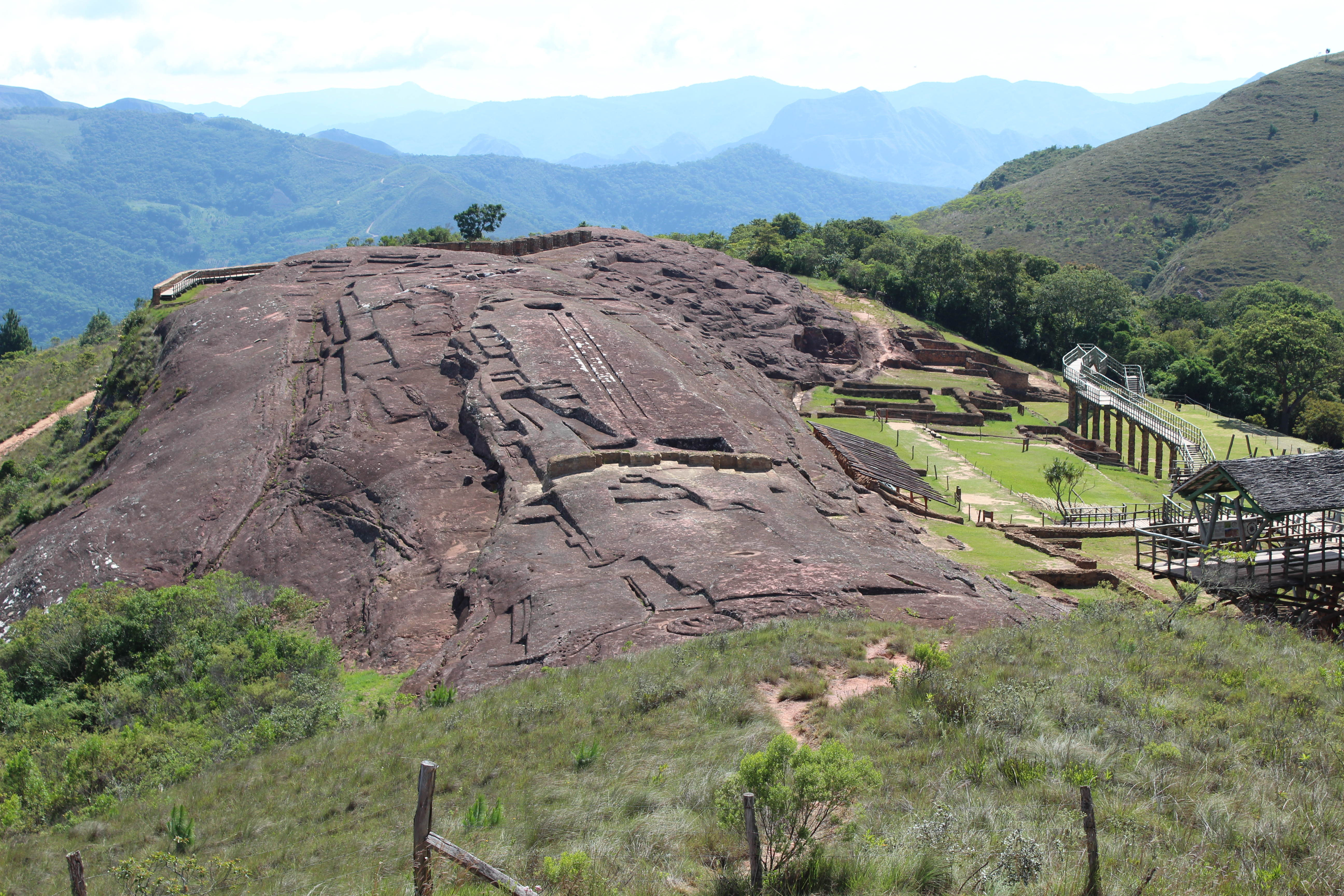
El Fuerte de Samaipata contiene la roca tallada más grande del mundo
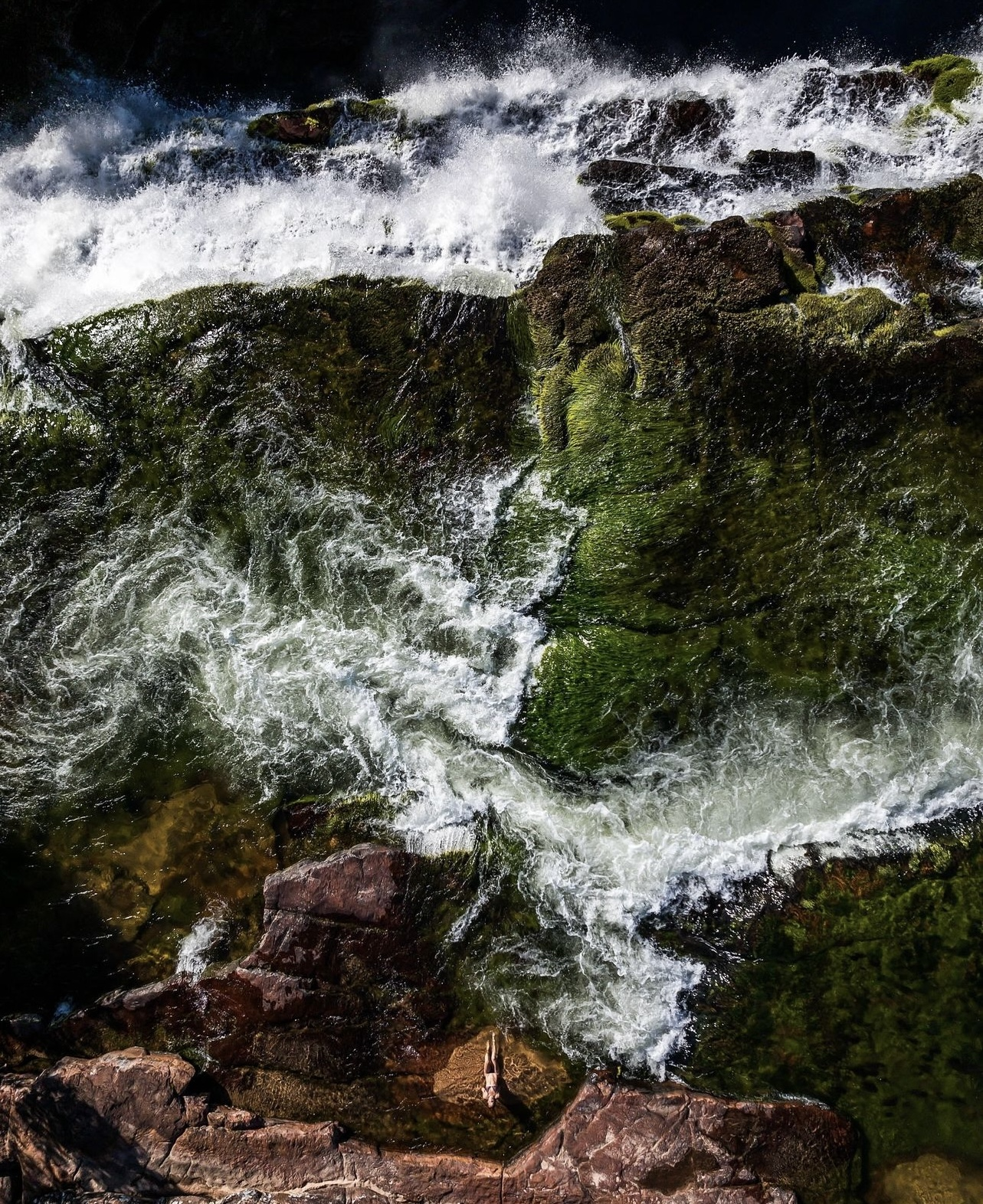
La Catarata Arco Iris en el Parque Nacional Noel Kempff Mercado
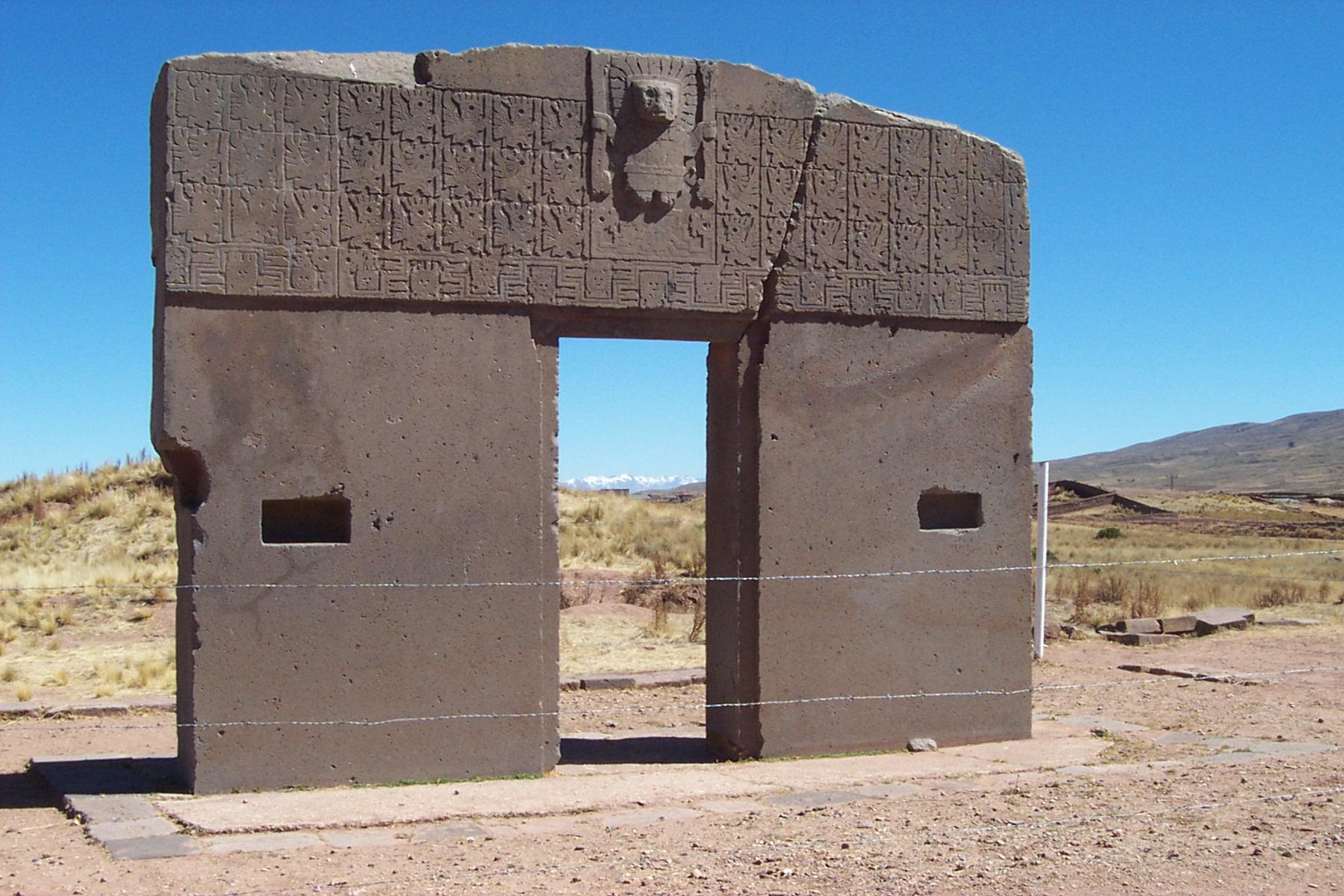
La Puerta del Sol en las ruinas de Tiahuanaco
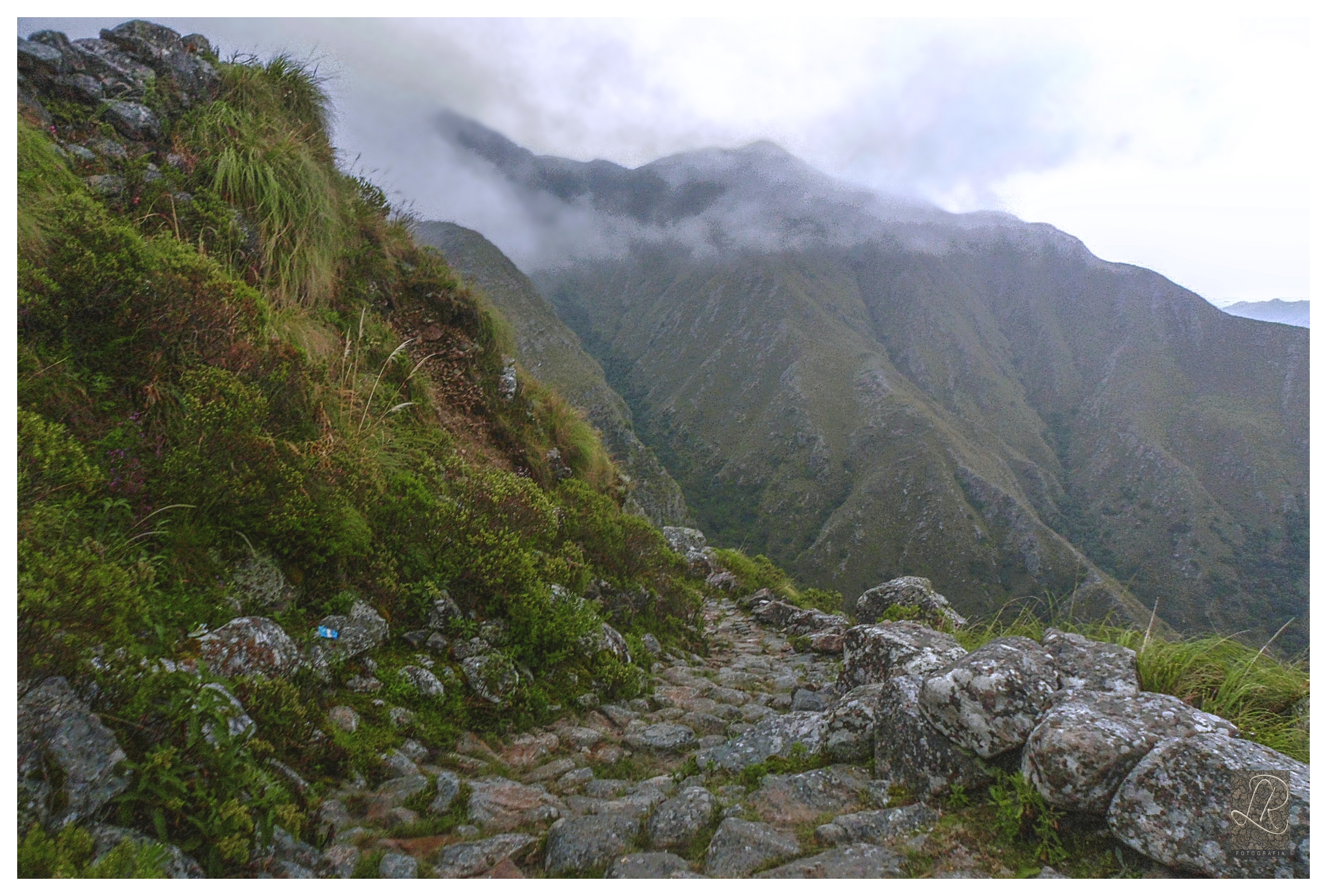
El Camino del Inca, Qhapaq Ñan

## Atracciones naturales

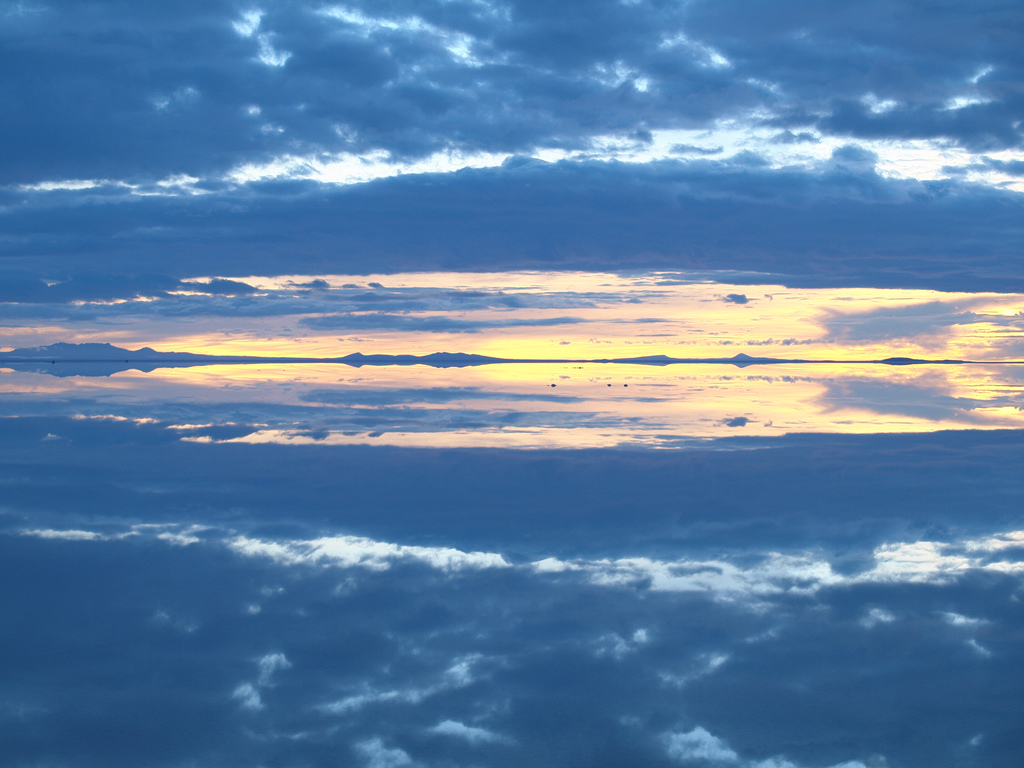
El Salar de Uyuni, el lugar más visitado de Bolivia. Durante la temporada lluviosa (diciembre-abril), la llanura salina se transforma en un espejo enorme.

Bolivia se encuentra entre los 15 países con mayor biodiversidad del mundo. Su territorio representa el 0,2 % de la superficie mundial y sin embargo, en el país se encuentran entre el 30 y 40 % de toda la diversidad biológica mundial. Por su gradiente altitudinal que oscila entre 90 y 6542 m s. n. m., Bolivia es un país de grandes contrastes geográficos, que comprende 7 biomas, 36 regiones ecológicas y 205 ecosistemas.
La región andina de Bolivia en el sudoeste del país, se halla a más de 3000 m s. n. m. y está ubicada entre los dos grandes ramales de la Cordillera de los Andes y el Altiplano, abarcando el 28% del territorio nacional. En ella se encuentran las cimas más altas del país como el nevado Sajama y el Salar de Uyuni, el mayor desierto de sal del mundo y la atracción turística más visitada de Bolivia.

El Titicaca, el lago navegable más alto del mundo.

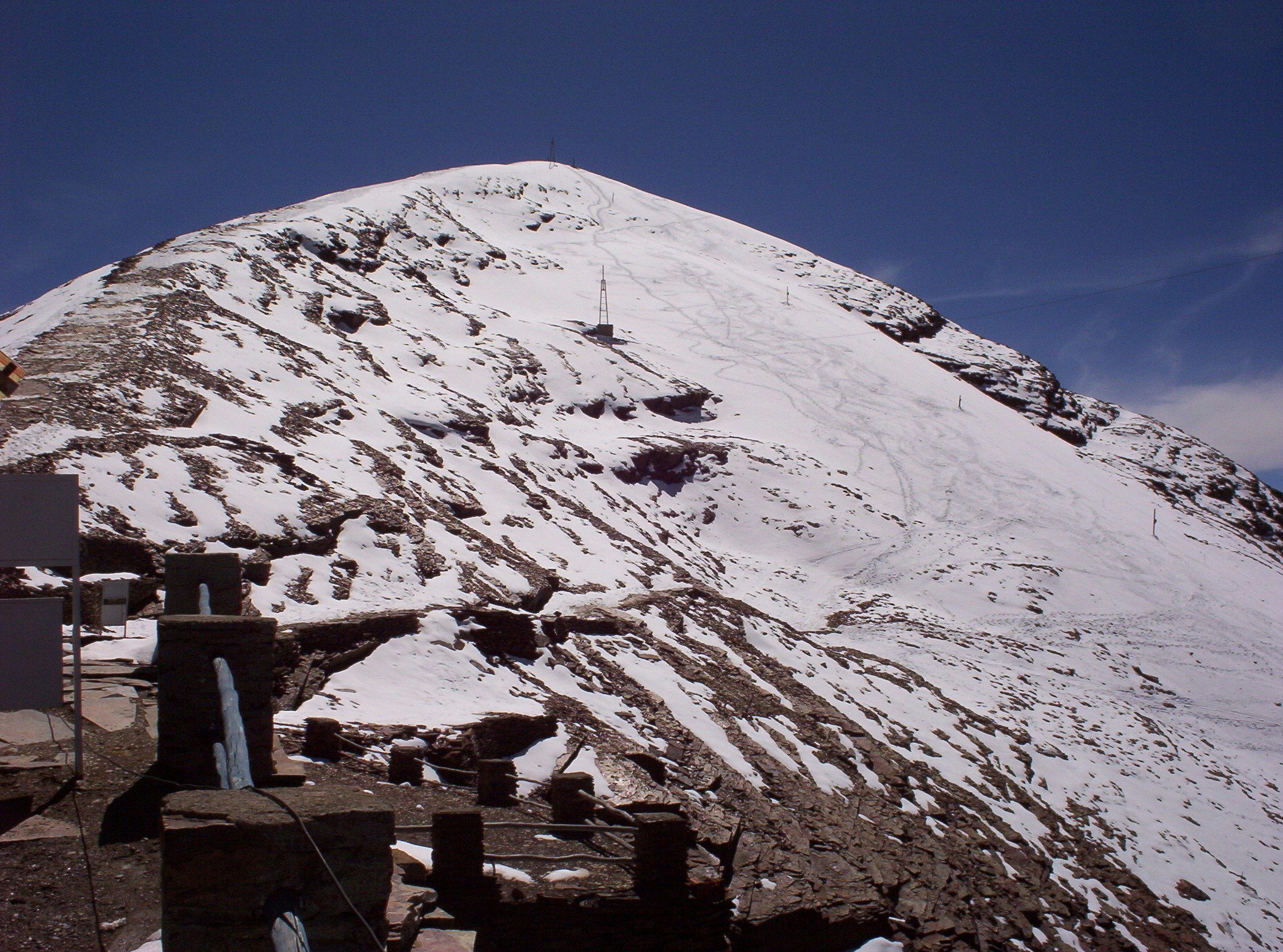
Pista de esquí Chacaltaya a 5.375

- - La isla del Sol, lugar sagrado para los incas y lugar de nacimiento de los fundadores del Imperio Inca, Manco Cápac y Mama Ocllo
  - La isla de la Luna, otro lugar sagrado de los incas, cerca de la isla del Sol.
  - Copacabana, pequeña ciudad situada a orillas del Titicaca, alberga a la Virgen de Copacabana, reina coronada de Bolivia.

- La cordillera de los Andes, la cadena montañosa más extensa del planeta que atraviesa todo el continente, y presenta regiones de singular atractivo:

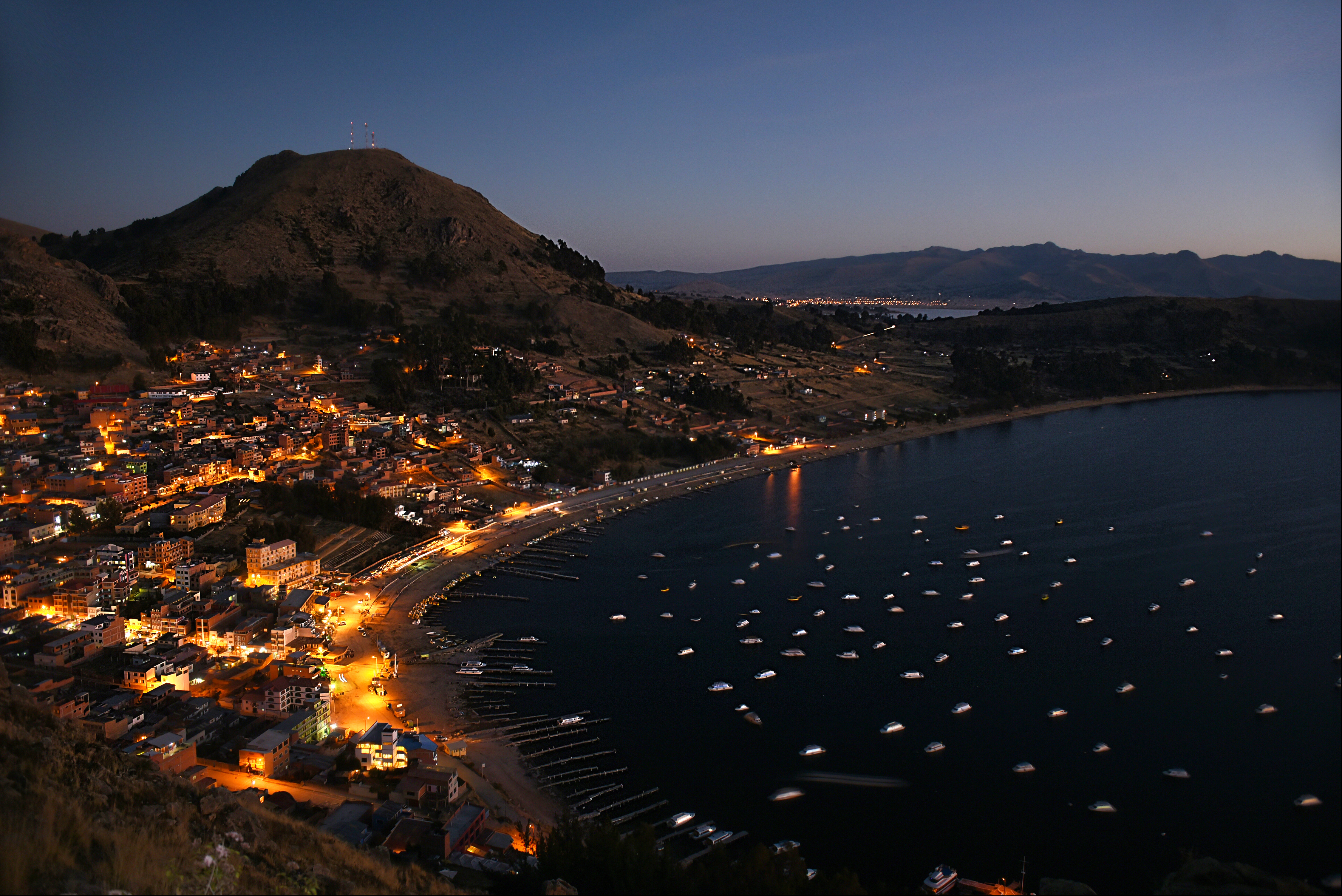
Copacabana, a las orillas del Lago Titicaca al atardecer

  - Copacabana, a las orillas del Lago Titicaca al atardecerLa pista de esquí más alta del mundo, llamada Chacaltaya.
  - La montaña más alta del país: el nevado Sajama, con el bosque más alto del mundo.
  - Los salares de Uyuni y Coipasa, las mayores planicies de sal del planeta.
  - Bolivia es también el único país del mundo en poseer el único hotel fabricado totalmente de sal, que se encuentra en el salar de Uyuni.
  - Las lagunas Verde y Colorada, santuario de los flamencos andinos junto a uno de los mayores volcanes activos del planeta, el Licancabur.

- La Villa Imperial de Potosí con el Cerro Rico al fondoLas ciudades históricas de:

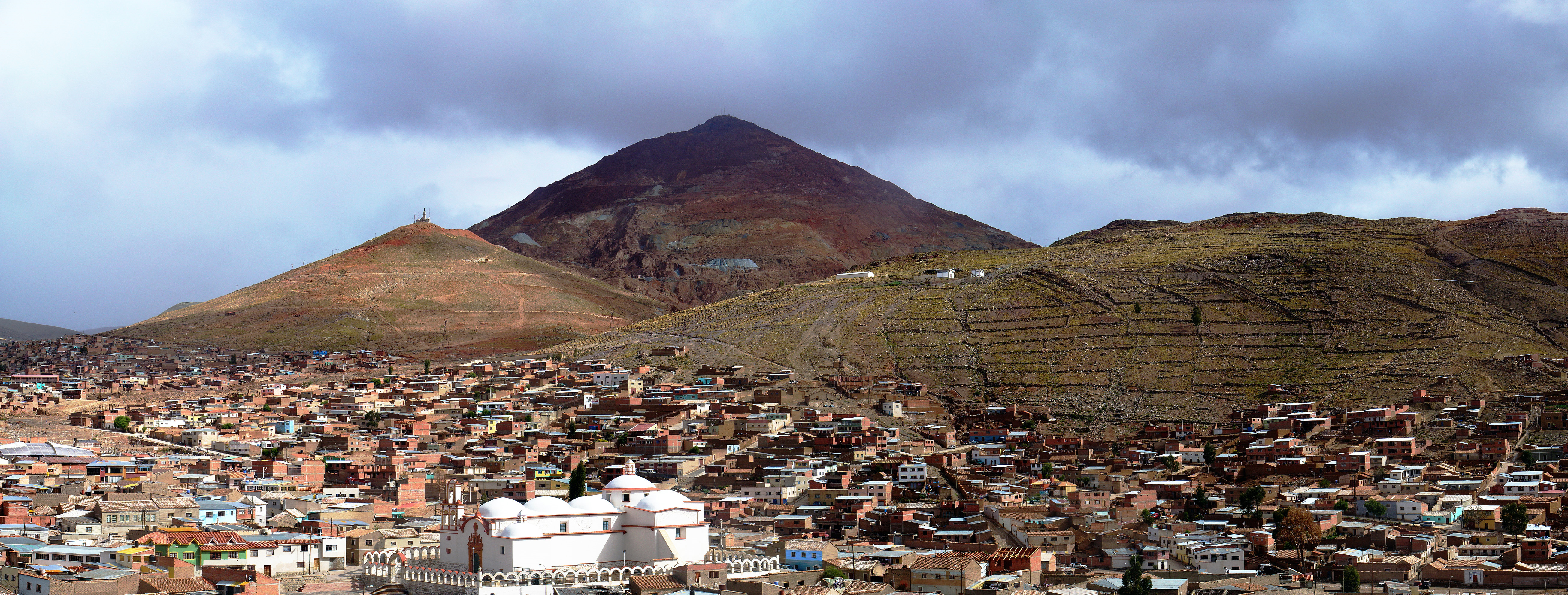
La Villa Imperial de Potosí con el Cerro Rico al fondo

  - Potosí con su Cerro Rico, sus numerosas iglesias bellamente ornamentadas, sus estrechas y pintorescas calles, antiguamente el mayor yacimiento de plata del orbe, es el monumento colonial más importante de Bolivia.
    - La Casa de la Moneda es el museo, más importante de Bolivia y uno de los más visitados en Sudamérica, conserva en su interior toda la historia colonial y republicana de Potosí y de Bolivia, es considerado como El Escorial americano.
    - El Ojo del Inca es una laguna de agua caliente, formada en el cráter de un volcán, a 15 min del centro de Potosí, donde se puede apreciar la formación rocosa de tiempos prehistóricos y descansar bajo la quietud de sus aguas y su paisaje apacible.El Parque Nacional Madidi en la Amazonía boliviana

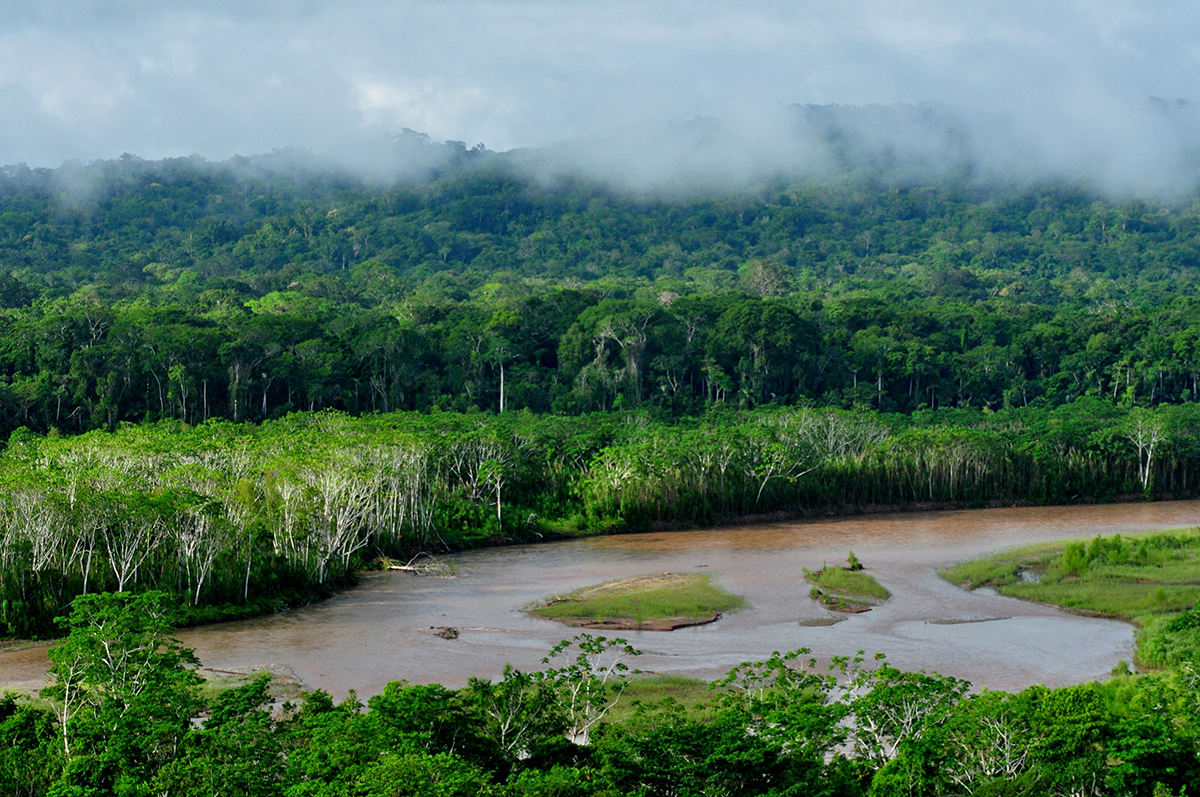
El Parque Nacional Madidi en la Amazonía boliviana

    - Hacienda Cayara es la hacienda más antigua de Bolivia, ubicada en una cabecera de valle con un clima templado, en este lugar Bolívar descanso para reflexionar sobre la fundación del nuevo país, conserva todo el complejo de una típica hacienda colonial del siglo XVI, además de otorgar el servicio de hospedaje, puede darse un paseo por el complejo de lácteos y además de apreciar una hermosa caída de agua cerca de la casona.

  - Sucre, la capital de los cuatro nombres, en la cual se levantó el primer grito libertario de América, y que es además sede de una de las más antiguas y prestigiosas universidades del continente americano.
    - Cal Orcko es un yacimiento paleontológico, hallado en la cantera de una fábrica de cemento, en el departamento de Chuquisaca. Es el sitio con huellas de dinosaurio más importante del mundo, ya que contiene más de 5.000 huellas de 294 especies de dinosaurios.Vista de las huellas de dinosaurio en el Parque Cretácico Cal Orko

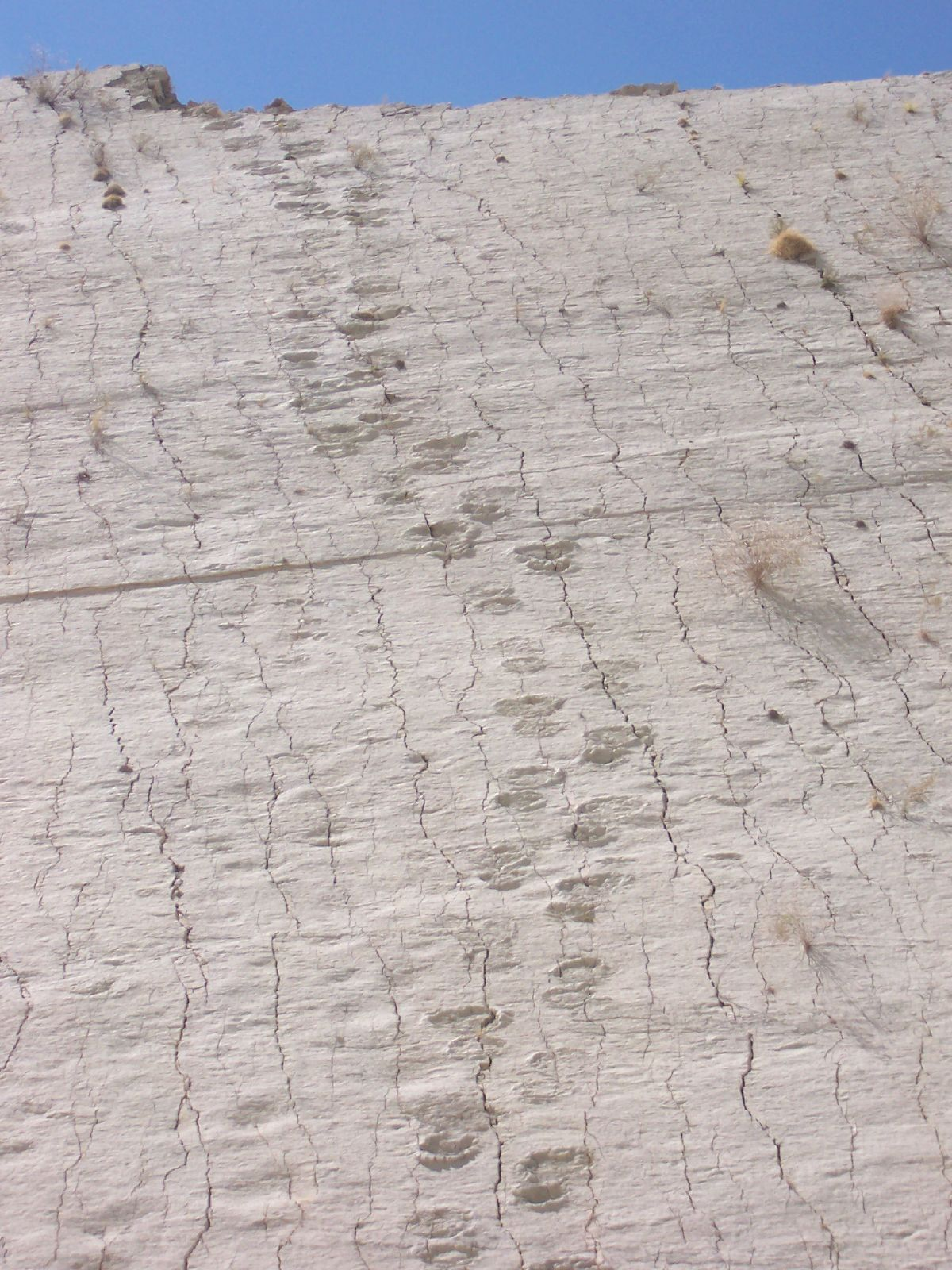
Vista de las huellas de dinosaurio en el Parque Cretácico Cal Orko

    - Casa de la Libertad, lugar donde se conserva el Acta de Independencia de Bolivia.
    - La Recoleta, Monasterio Franciscano, uno de los primeros de la ciudad.
- El parque nacional Madidi considerado por la National Geographic como uno de los lugares imprescindibles a visitar en el mundo, es parte del circuito del turismo en Bolivia. Se caracteriza por ser uno de los parques con más biodiversidad, en flora y fauna así como en pisos ecológicos ya que va desde las nieves perpetuas hasta la llanura amazónica y albergando etnias comunitarias en su territorio.
- El parque nacional Noel Kempff Mercado localizado en el departamento de Santa Cruz, el 13 de diciembre de 1991 fue declarado Patrimonio de la Humanidad. El paquete para los turistas incluye alojamiento y tres comidas por día. Los campamentos Flor de Oro (el principal) y los Fierros cuentan con infraestructura turística.

En los últimos años, trabajos de diversos científicos, como James M. Allen, ubican al continente perdido de la Atlántida en el altiplano boliviano (específicamente en Pampa Aullagas, departamento de Oruro). Estos hechos han producido un crecimiento del interés turístico centrado en las importantes riquezas arqueológicas del país.

## Estadísticas

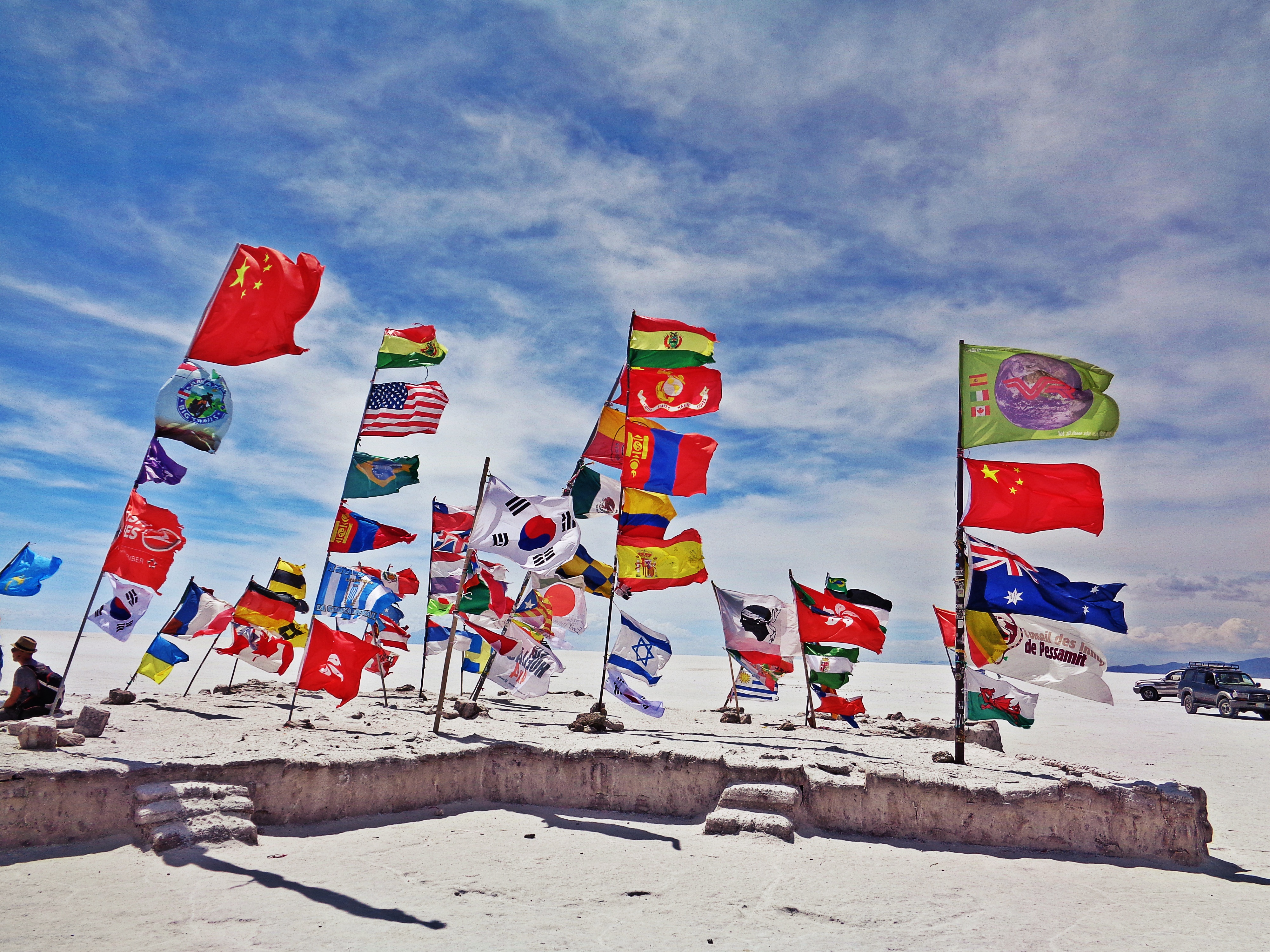
Éstas banderas en el Salar de Uyuni son comúnmente izadas por los visitantes de dichos países.

Según datos del Instituto Nacional de Estadística (INE), Bolivia recibió 2 197 811 turistas en 2023, de los cuales 1 009 247 fueron de nacionalidad extranjera:
| #  | País                 | Llegadas  |
| -- | -------------------- | --------- |
| 1  | Argentina            | 382 725   |
| 2  | Perú                 | 203 201   |
| 3  | Brasil               | 67 629    |
| 4  | Estados Unidos       | 52 967    |
| 5  | Chile                | 48 595    |
| 6  | España               | 37 458    |
| 7  | Colombia             | 24 073    |
| 8  | Paraguay             | 20 130    |
| 9  | Francia              | 19 593    |
| 10 | Alemania             | 18 310    |
| 11 | Ecuador              | 10 668    |
| 12 | Reino Unido          | 10 620    |
| 13 | México               | 10 081    |
| 14 | Italia               | 8 701     |
| 15 | China                | 8 135     |
| 16 | Canadá               | 7 973     |
| 17 | Corea del Sur        | 7 870     |
| 18 | Venezuela            | 6 683     |
| 19 | Suiza                | 5 495     |
| 20 | Países Bajos         | 4 596     |
| 21 | Uruguay              | 4 392     |
| 22 | Panamá               | 4 283     |
| 23 | Japón                | 3 806     |
| 24 | Australia            | 3 539     |
| 25 | Israel               | 3 106     |
| 26 | Bélgica              | 2 758     |
| 27 | Polonia              | 2 430     |
| 28 | Suecia               | 2 259     |
| 29 | Irlanda              | 1 830     |
| 30 | Portugal             | 1 655     |
| 31 | Austria              | 1 637     |
| 32 | Costa Rica           | 1 635     |
| 33 | Rusia                | 1 616     |
| 34 | Cuba                 | 1 568     |
| 35 | Dinamarca            | 1 221     |
| 36 | República Checa      | 975       |
| 37 | India                | 937       |
| 38 | Nueva Zelanda        | 842       |
| 39 | Noruega              | 837       |
| 40 | Turquía              | 745       |
| 41 | Guatemala            | 669       |
| 42 | El Salvador          | 554       |
| 43 | República de China   | 544       |
| 44 | República Dominicana | 543       |
| 45 | Rumania              | 482       |
| 46 | Honduras             | 455       |
| 47 | Finlandia            | 428       |
| 48 | Nicaragua            | 262       |
| 49 | Sudáfrica            | 198       |
| 50 | Otros países         | 6 868     |
|    | Total                | 1.009.267 |

## Hotelería

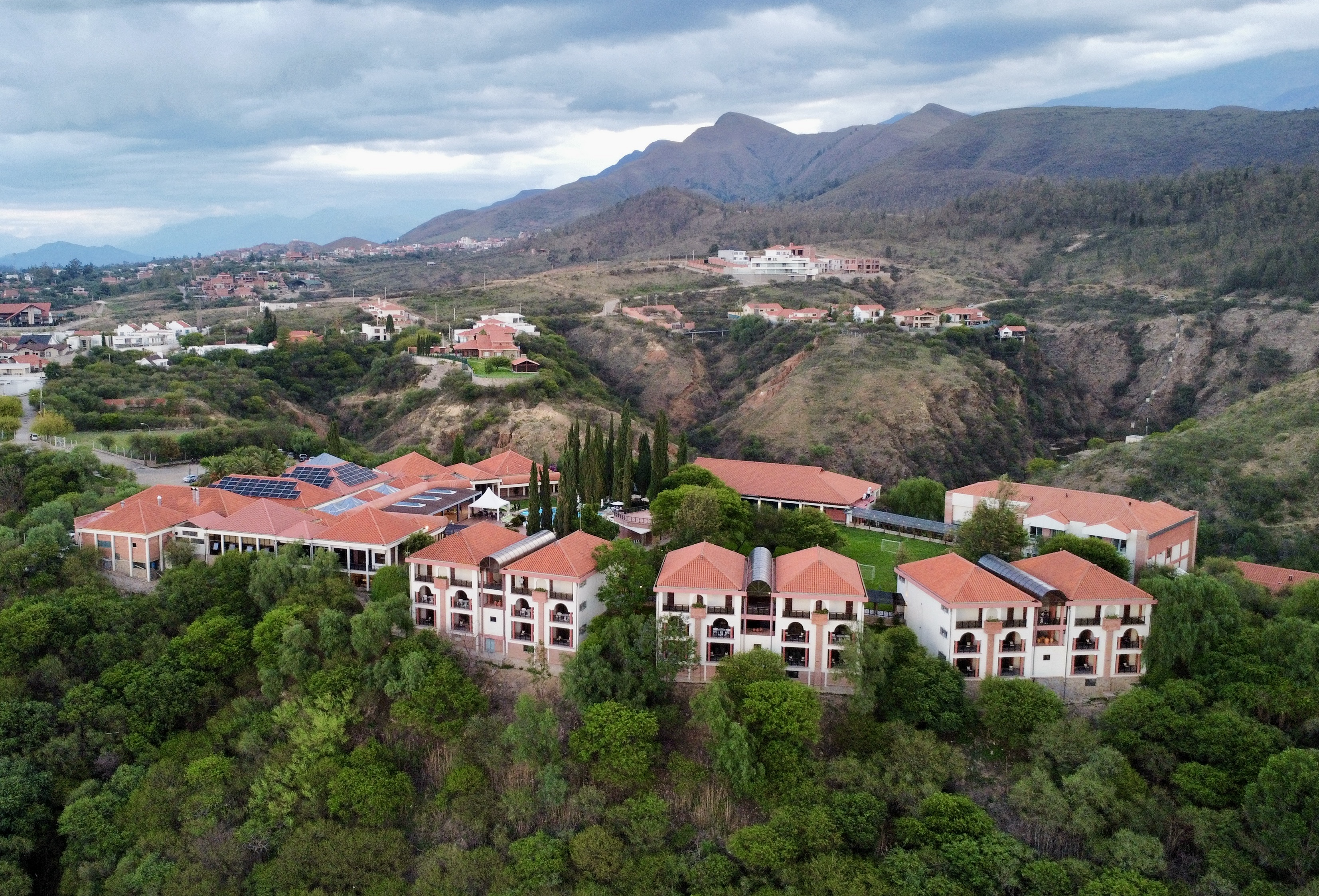
Hotel Los Parrales en la ciudad de Tarija.

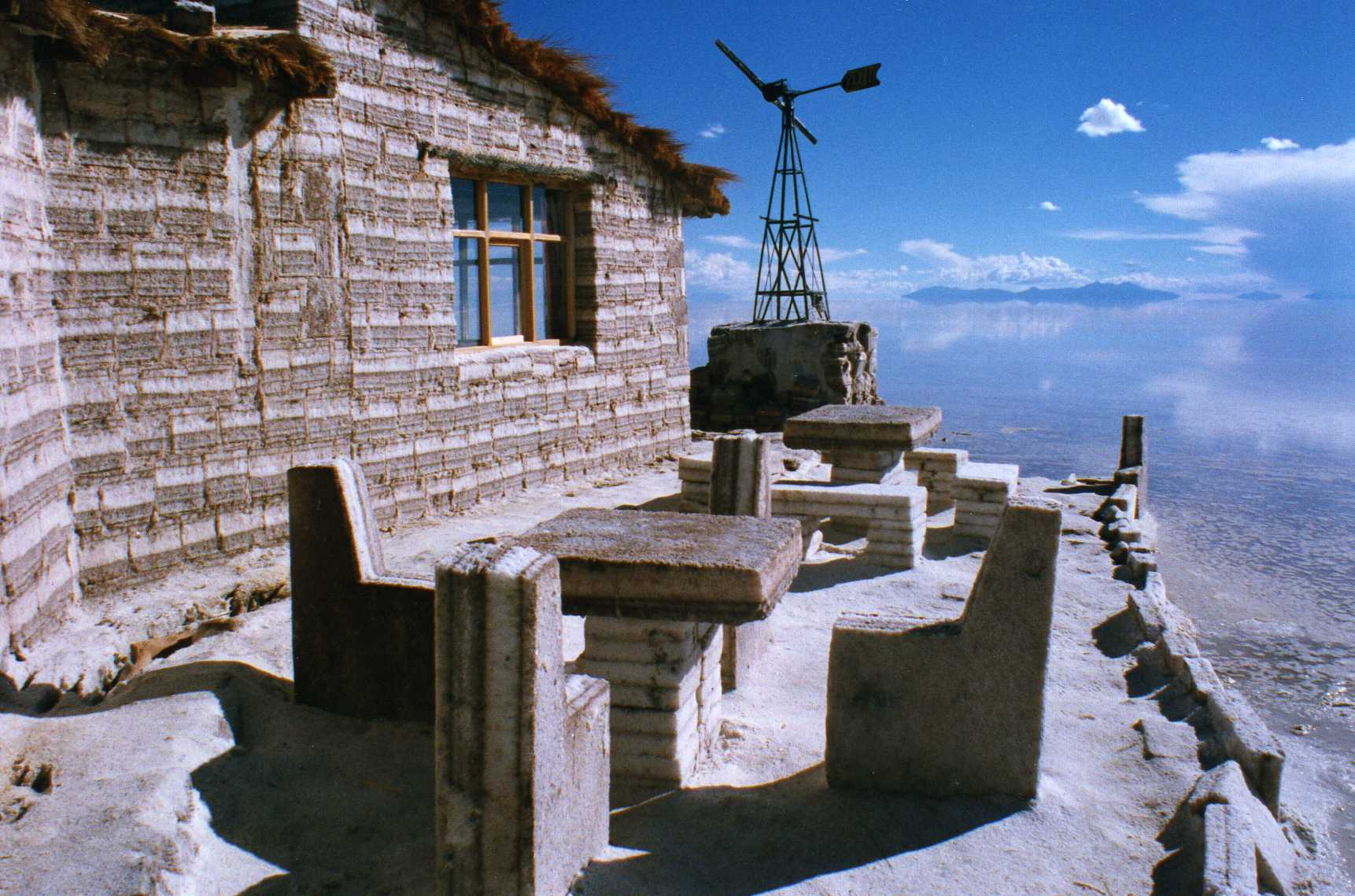
Alojamiento en el Salar de Uyuni hecho a base de bloques de sal.

En Bolivia se encuentran hospedajes y hoteles de diferentes categorías en la mayoría de las ciudades grandes del país. Los Alojamientos privados son también comunes en lugares turísticos y ciudades más pequeñas.
| Hoteles de cinco estrellas      | Hoteles de cinco estrellas | Hoteles de cinco estrellas | Hoteles de cinco estrellas |
| Nombre                          | Ciudad                     | Nombre                     | Ciudad                     |
| ------------------------------- | -------------------------- | -------------------------- | -------------------------- |
| Ritz Apart Hotel                | La Paz                     | El Rey Palace              | La Paz                     |
| El Rey Palace                   | La Paz                     | Río Selva Resort Yungas    | Coroico                    |
| Camino Real                     | Santa Cruz                 | Palacio de Sal             | Uyuni                      |
| Los Parrales Hotel Resort       | Tarija                     | Coloso                     | Potosí                     |
| La Colonia                      | Cochabamba                 | Gran Hotel Cochabamba      | Cochabamba                 |
| Hotel Camino Plaza              | Cochabamba                 | Portales                   | Cochabamba                 |
| Los Cedros Eco Resort           | La Guardia                 | Hotel Roles                | Sucre                      |
| Mi Pueblo Samary Hotel Boutique | Sucre                      | Hotel Cortez               | Santa Cruz                 |
| Los Tajibos                     | Santa Cruz                 | Hotel Casa Grande          | La Paz                     |
| Sun Hotel                       | Santa Cruz                 | Hotel Atix                 | La Paz                     |
| Senses Boutique Hotel           | Santa Cruz                 | Hotel Eden By Bluebay      | Oruro                      |

Algunos consideran que el Gran Hotel París, en la ciudad de La Paz, fue el primer hotel de Bolivia, inaugurado en 1913.